# Когнитом
Когнито́м — термин, предложенный К. В. Анохиным для обозначения совокупности познавательных способностей мозга. Образован по аналогии с термином «коннектом», но с использованием терминоэлемента «cog» от латинского cognitio, означающего «познание, изучение, осознание» (см. когнитивность). В концепции «когнитома» проблема мозга рассматривается как междисциплинарная: биомедицинская, технологическая и экзистенциальная.

## Концепция
При допущении понимания разума как гиперсетевой структуры мозга, любой мозг рассматривается как сетевая структура, обладающая
когнитивной гиперсетевой функцией — когнитомом, метафорически сравниваемым с «вавилонской библиотекой мозга».

«В Вавилонской библиотеке возможных состояний нашего мозга, мыслимых „кадров“ его сознания, есть, например, все кадры фильмов, которые мы видели, и тех, которые когда-либо были или будут сняты. В этих потенциальных комбинациях активности — образы всех встречавшихся нам людей и тех, которых мы еще увидим, вообще всех людей, которые жили и будут жить на Земле».